# Rob Jones
Robert "Rob" Marc Jones (Wrexham, Gales, 5 de noviembre de 1971) es un ex-futbolista inglés aunque de origen galés. Se desempeñaba como defensa y jugó en el Liverpool FC a lo largo de toda la década de los 90.

## Biografía

### Crewe Alexandra
Jones comenzó su carrera en el modesto Crewe Alexandra, donde se asentó rápidamente como el lateral derecho del equipo. Pronto hizo notar su labor defensiva, y para la temporada 1991-92, el entrenador del Liverpool, Graeme Souness, buscaba un jugador de su perfil, de modo que por 300.000 libras, Jones se mudó al equipo de Anfield Road.

### Liverpool FC
Su debut con el equipo de Liverpool se produjo en octubre de 1991. Solo unos días después, se enfrentó en Old Trafford al Manchester United, donde secó al joven Ryan Giggs. Jones se ganó pronto la titularidad y se convirtió en uno de los pilares del Liverpool.
En las siguientes temporadas, Jones siguió siendo parte importante del equipo, pero con la llegada del jugador anglo-irlandés Jason McAteer, Jones fue reconvertido a otra posición.
Tras 1996, Jones sufrió una grave lesión y se vio pronto acosado por ellas. En febrero de 1998 jugaría su último partido con los "Reds". Con la llegada del entrenador Gerard Houllier, este se propuso deshacer todos los vestigios de jugadores como Robbie Fowler, Jamie Redknapp, Steve McManaman y Jones, entre otros.

### West Ham United
En julio de 1999 se unió al West Ham United, pero apenas llegó a disputar dos partidos, uno en la Copa Intertoto y otro donde sufrió una grave lesión y no llegó a volver a jugar.

## Clubes
| Club            | País       | Año         | Partidos | Goles |
| Crewe Alexandra | Inglaterra | 1987 - 1991 | 75       | 2     |
| Liverpool FC    | Inglaterra | 1991 - 1999 | 185      | 0     |
| West Ham United | Inglaterra | 1999        | 2        | 0     |

- Datos: Q1179039